# Schönau (Dortmund)
Schönau ist ein ehemaliger Stadtteil im Stadtbezirk Hombruch im Dortmunder Süden, der seit 2001 dem Stadtteil Barop angegliedert ist. Den Siedlungskern bildet eine Gartenstadt rund um den Rüpingsbach, der in Schönau in die Emscher mündet. Einige hundert Meter nordöstlich davon befindet sich die Schnettkerbrücke, auf der die Bundesautobahn 40 das Emschertal überquert.

## Bevölkerung
Zum 31. Dezember 2018 lebten 1193 Einwohner in Schönau.

### Bevölkerungsentwicklung
| Jahr | Einw. |
| ---- | ----- |
| 2003 | 1237  |
| 2008 | 1205  |
| 2013 | 1203  |
| 2018 | 1193  |